# Ogíjares
Ogíjares ist eine Gemeinde in der Vega de Granada, Provinz Granada, Andalusien und Teil des Metrogebiets Granada. Die angrenzenden Gemeinden sind Granada, Armilla, La Zubia, Gójar und Alhendín. Der Ort ist 6 km von Granada entfernt und hatte im Jahr 2024 15.063 Einwohner. Ursprünglich befanden sich hier zwei kleine Dörfer namens Ogíjar Alto und Ogíjar Bajo, die sich später zum Los Ogíjares oder einfach Ogíjares genannten Dorf vereinten; von den alten Ansiedlungen sind nur noch die beiden Kirchen erhalten. 
Ogíjares grenzt an Granadas neuen Technologiepark.

## Kultur
Das Flamenco-Festival von Ogijares zählt zu den wichtigsten solchen Festivals in der Provinz Granada. Zudem ist die Escuela Municipal de Música y Danza de Ogíjares lokal aktiv.

## Einzelnachweise

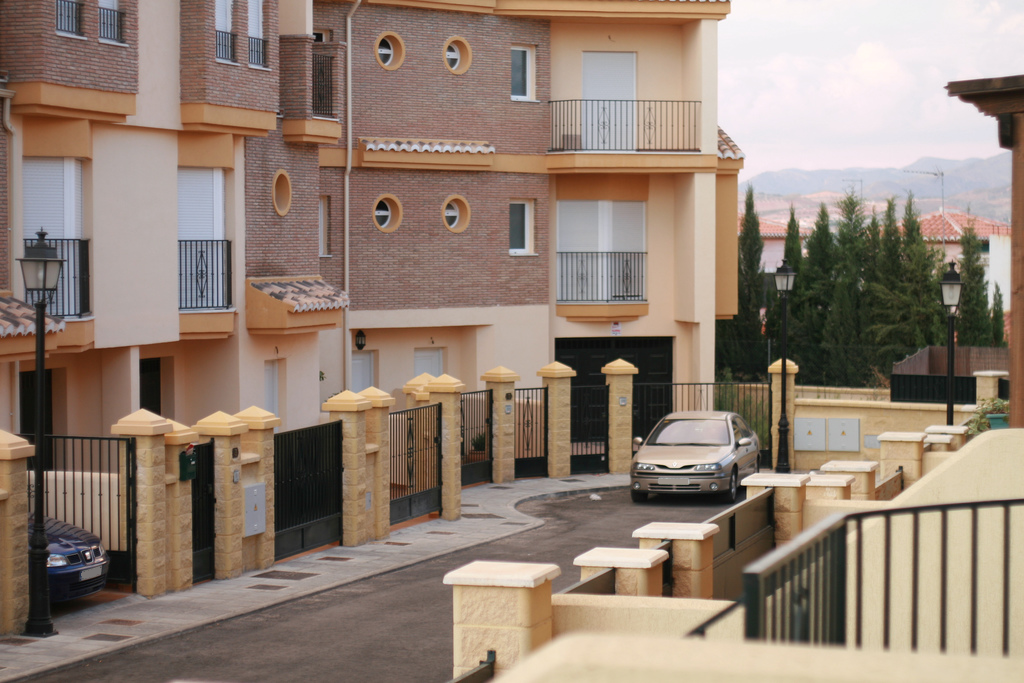
Typische Straße in Ogíjares